# Rio Ivaizinho
Der Rio Ivaizinho ist ein etwa 44 km langer rechter Nebenfluss des Rio Ivaí im Inneren des brasilianischen Bundesstaats Paraná.

## Etymologie
Ivaizinho bedeutet Kleiner Ivaí. 

## Geografie

### Lage
Das Einzugsgebiet des Rio Ivaizinho befindet sich auf dem Segundo Planalto Paranaense (Zweite oder Ponta-Grossa-Hochebene von Paraná).

### Verlauf
Sein Quellgebiet liegt im Munizip Reserva auf 937 m Meereshöhe etwa 20 km südwestlich des Hauptorts.
Der Fluss verläuft in überwiegend westlicher Richtung. Nach etwa 25 km wechselt er ins Munizip Cândido de Abreu. Er mündet im Dorf Tereza Cristina auf 482 m Höhe von rechts in den Rio Ivaí. Er ist etwa 44 km lang.

### Munizipien im Einzugsgebiet
Am Rio Ivaizinho liegen die zwei Munizipien Reserva und Cândido de Abreu. 